# Peter Hujar
Peter Hujar (Trenton, Nova Jérsei, 11 de outubro de 1934 – 26 de novembro de 1987) foi um fotógrafo norte-americano conhecido pelos seus retratos em preto-e-branco. Morreu em 1987 devido a complicações da AIDS.
Hujar mudou-se para Manhattan para trabalhar com revistas, publicidade e moda, onde estabeleceu sua carreira profissional e teve contato com o cenário artístico da Nova Iorque das décadas de 1970 e 1980.
Apesar de não ter conquistado sucesso de público em vida, sua obra é cada vez mais exposta em museus de arte, como o MoMA, que hospedou uma exposição do seu trabalho de 23 de outubro de 2005 a 10 de abril de 2006.

## Biografia
Hujar nasceu em Nova Jérsei em 1934, e recebeu a sua primeira máquina fotográfica aos treze anos, em 1947, que deu início a seu interesse pela fotografia, com a qual ele acabaria por viver, apesar de nunca ter frequentado uma universidade nem aulas de fotografia.
Em 1964, Hujar foi apresentado ao escritor Stephen Koch, amigo de Susan Sontag. Os dois começaram uma amizade que se aprofundaria com os encontros realizados entre os dois pelos próximos dez anos, nos quais Hujar, entre outras coisas, relatava a sua vida, e Koch ouvia com interesses literários.
Filho de um pai contrabandista que abandonou a sua mãe, uma garçonete, enquanto estava grávida, Peter ainda jovem foi mandada para morar com os avôs em uma fazenda em Nova Jérsei, por não haver condições financeiras de morar com a mãe. Após a morte da avó, tios e primos, que moravam na fazenda, passaram a abusar sexualmente de Hujar – o que marcou sua vida e sua personalidade e o ligou intimamente a outras vítimas de abuso na infância, dentre as quais se destaca David Wojnarowicz, seu principal amante.
A vida sexual ativa de Hujar influenciou a sua obra, tendo ele chegado, de acordo com Koch, a contabilizar pelo menos 6,000 parceiros, apesar de geralmente não tratar do tema e de ter dito a Fran Lebowitz que nunca gostou de sexo.
Hujar publicou somente um livro em vida, Retratos da Vida e da Morte (1976), que contou com uma introdução de Susan Sontag. Sua popularidade cresceu somente depois da sua morte, apesar de ainda vivo ter conquistado o respeito do meio artístico em que vivia.
Os encontros de Koch e Hujar terminaram com o surgimento das primeiras complicações com a AIDS, contraída na onda que se espalhou pelos Estados Unidos.
Em 1987 Hujar morreu em decorrência de complicações da AIDS.

## Obra
Hujar tinha como enfoque o cenário contemporâneo e marginal das décadas de 1970 e 1980, fotografando principalmente transexuais, drag queens e gays, o que faz com que alguns críticos afirmem que conseguiu captar a ascensão do movimento LGBT na época. O contato da sua obra com essa comunidade à qual pertencia segue as características da arte norte-americana de fim de século, as quais também eram compartilhadas com a comunidade gay: glamour excessivo e exacerbação de figuras populares, como a fama e o sexo.
A sua obra estava inteiramente ligada à Nova Iorque contemporânea, na qual diversos movimentos surgiram, destacando-se a pop art, de que Andy Warhol foi um dos principais representantes e que chegou a ser fotografado por Hujar, bem como muitas de suas “estrelas”.
Na sua época foi apreciado pelo desprendimento moral, e, ao contrário do movimento de fotógrafos que estava nascendo na época e que buscava uma fotografia natural e íntima, era um técnico consumado, fotografando geralmente com flashes e no seu estúdio de fundo branco.
Focou-se nos retratos em preto-e-branco, mas também tirou muitas fotografias de paisagens e animais, e algumas coloridas. Seus retratos de pessoas com deficiência física também popularizaram-se nos dias de hoje.

## Legado
Sua fotografia mais popular é Candy Darling no seu leito de morte, tirada em 1974 pouco antes da morte de Candy Darling, uma das estrelas de Andy Warhol. A obra foi usada em 2005 como capa do álbum I Am a Bird Now, da banda nova-iorquina Antony and the Johnsons.